# Hibernom
Hibernóm (tudi fetalni lipom ali lipom embrionalnega maščevja) je redka benigna novotvorba iz rjavega maščevja in se ga lahko obravnava kot podvrsto lipoma. Običajno se pojavi pri odraslih v tretjem desetletju življenja, incidenca pa je rahlo višja pri ženskah.
Histološko ga sestavljajo drobno vakuolizirane maščobne celice (adipociti) z osrednje ležečim jedrom in eozinofilno citoplazmo brez prisotnosti mitoz ter je dobro ožiljen in inkapsuliran, tj. zamejen z ovojnico.
Klinično in radiološko lahko posnema lipom ali liposarkom, še posebej v retroperitonealnem območju. Tumor se zdravi s kirurško odstranitvijo.